# Get Back (canción de Demi Lovato)
«Get Back» —en español: «Volver»— es una canción interpretada por Demi Lovato, incluida en su primer álbum de estudio, Don't Forget (2008). Lovato, Nick, Joe y Kevin Jonas la compusieron y estos tres últimos la produjeron con John Fields. Hollywood Records la lanzó digitalmente como el primer sencillo del disco el 12 de agosto de 2008 en los Estados Unidos y Canadá. Es un tema del género rock, con influencias del punk y de la música de los años 1980, que habla sobre una chica que trata de convencer a un exnovio que vuelva con ella. Recibió una buena recepción por parte de los críticos, quienes alabaron sus estilos musicales. Por otro lado, obtuvo un éxito comercial menor, ya que solo entró en las listas de los Estados Unidos, Canadá y Australia.
Philip Andelman, quien ya había trabajado con otros artistas como Lenny Kravitz, John Mayer, Ludacris y Melissa Etheridge, dirigió el vídeo musical de «Get Back». El clip debutó en Disney Channel el 22 de agosto de 2008 a las 9:35 de la noche, después del estreno de la película The Cheetah Girls: One World. Lovato interpretó «Get Back» en sus giras Summer Tour 2009, South America Tour 2010, Jonas Brothers Live in Concert World Tour 2010, An Evening with Demi Lovato, A Special Night with Demi Lovato y Summer Tour 2012.

## Antecedentes y lanzamiento

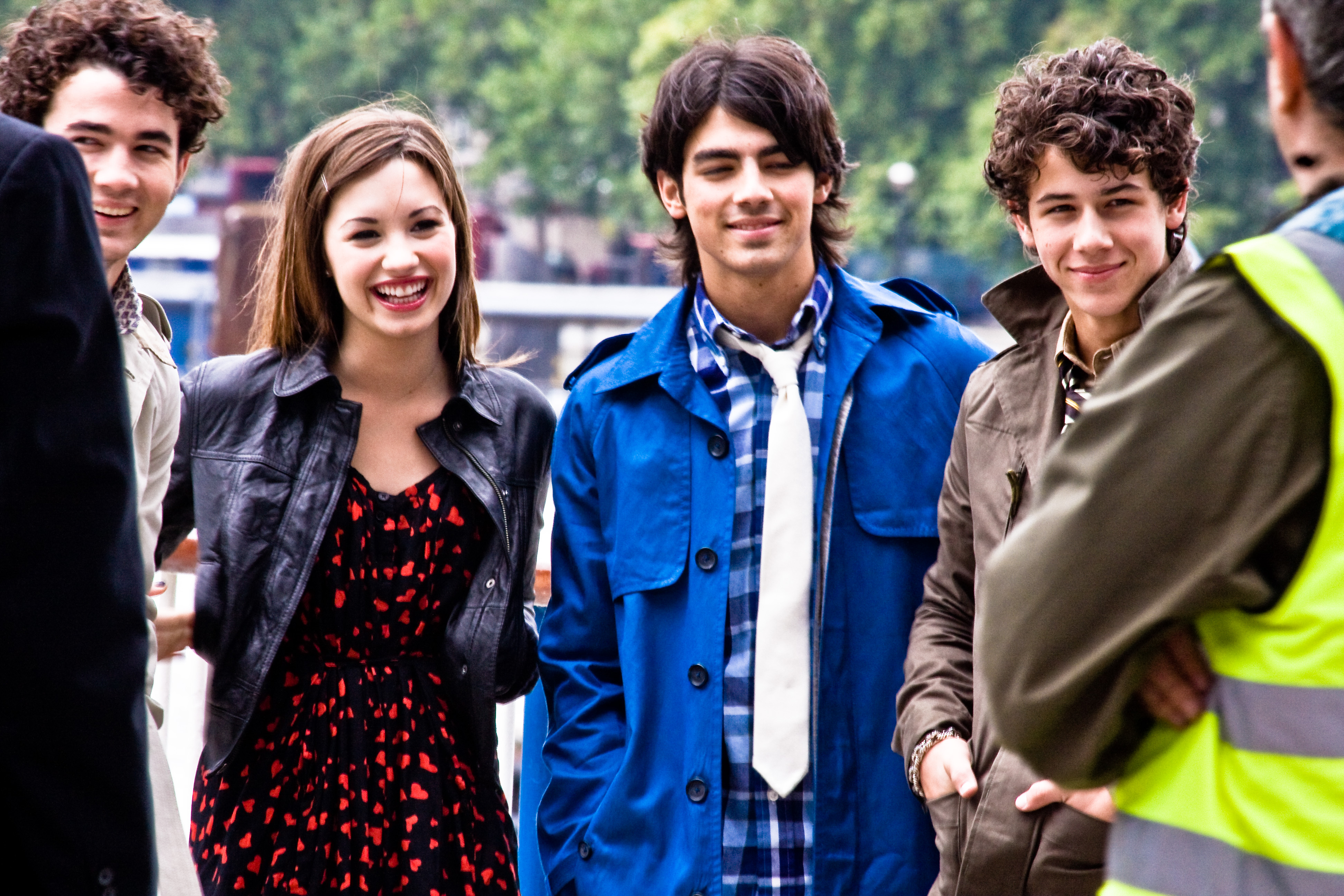
Lovato y The Jonas Brothers, compositores de la canción.

«Get Back» es una de las seis canciones que Lovato escribió en compañía de The Jonas Brothers para su álbum de estudio debut Don't Forget. En una entrevista con Tommy2.net declaró  que:

Compusimos las pistas juntos en la gira [ Burning Up Tour ]. Fui a visitarlos por dos semanas y básicamente solo escribimos y tuvimos mucha diversión. Pensamos que ellos podrían co-producir [las canciones del disco] porque conocen mi sonido muy bien. [...] Así que me ayudaron mucho con eso, tuvieron un montón de ideas geniales y tuvimos un toque el tiempo entero.

En el especial de Disney Channel In Tune with Demi Lovato, la cantante aclaró que quiso escribir una pista sobre volver junto a alguien, ya que creía que había hecho «suficientes canciones crueles y desconsoladas». Dijo que: «Es una pista de tipo divertida y optimista, simplemente diversión para cantar a la persona de la que escribí».
Para la elaboración del tema, Joe, Kevin y Nick Jonas colaboraron en la producción y los coros, mientras que estos dos últimos también se encargaron de tocar las guitarras.  Por su parte, John Fields contribuyó en la producción, el bajo, la guitarra, los teclados y la programación. En tanto, Jack Lawless se hizo cargo de la batería y John Taylor apoyó en los coros y en las guitarras. La discográfica Hollywood Records publicó inicialmente un disco de vinilo promocional de 12 pulgadas del tema el 31 de julio de 2008 en los Estados Unidos. Posteriormente, lo lanzó como el primer sencillo del disco el 12 de agosto del mismo año en formato digital en las tiendas de iTunes y Amazon.

## Composición

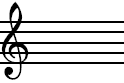
«Get Back» está interpretada en la tonalidad de do mayor.

«Get Back» es una canción Rock, con influencias del punk y de la música de los años 1980. De acuerdo con la partitura publicada en Musicnotes por Sony/ATV Music Publishing, está en un tiempo común, con un tempo moderadamente rápido de 120 pulsaciones por minuto. Está interpretada en la tonalidad de do mayor, mientras que el registro vocal de Lovato se extiende desde la nota si hasta la sol. El editor Ed Masley de The Arizona Republic comparó el sonido del tema con las canciones de la banda Tommy Tutone, mientras que el sitio Unreality Shout dijo que la intérprete «sonaba como Avril Lavigne».
La pista contiene riffs de guitarra e inicia con las líneas «Don't walk away like you always do, this time»—en español: «No te alejes como siempre haces, esta vez». Jacqueline Rupp de Common Sense Media comparó el principio de la canción con el sonido de los discos de Van Halen. Líricamente, habla sobre una chica que trata de convencer a un exnovio que vuelva con ella. En el fragmento «I want to get back to the old days»—en español: «Quiero regresar a los viejos días»— , la protagonista habla sobre cuando era feliz con su novio.

## Recepción

### Comentarios de los críticos

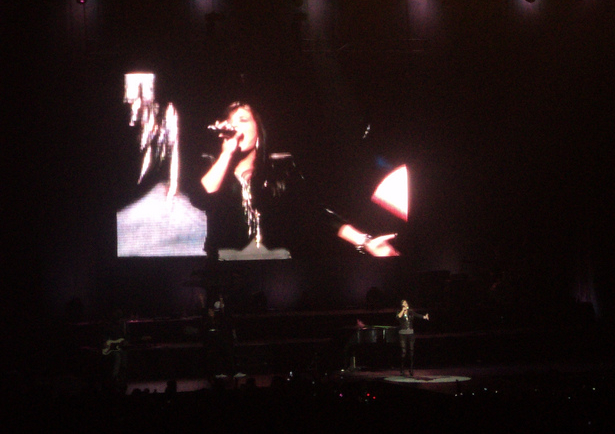
Lovato interpretando la canción en Chile.

«Get Back» tuvo buenos comentarios por parte de los críticos. Rae Votta de Billboard la incluyó en su lista de las «siete [canciones] destacadas [de Lovato] antes de [la publicación de] Demi», en donde dijo que «la pista gira el guion en la narrativa de las rupturas adolescentes para proporcionar una canción sobre [una] reconciliación. [Esta] tiene una vibra de la Ashlee Simpson antigua... Mientras Lovato tiende brillar en los temas suaves, “Get Back” le recuerda a los oyentes de que ella también puede rockear». Ed Masley de The Arizona Republic la ubicó en la posición siete de su top diez de canciones de las chicas Disney y comentó que «Lovato escribió esta [pista] con The Jonas Brothers, pero suena más como un lado B de Tommy Tutone de principios de los ochenta o el tipo de cosas que Greg Kihn añoró cuando cantaba “They don't write 'em like that anymore”». Asimismo, señaló que la canción suena mejor en vivo. Además, la colocó en la sexta posición de su lista de las mejores canciones de la intérprete. Joey Guerra de The Houston Chronicle la llamó «indudablemente chispeante» y comentó que «Lovato maneja algunos lamentos de rock sorprendentemente creíbles».  Mady Pumilla de BlogCritics afirmó que: «La canción que me hizo [...] comprar el disco fue el sencillo “Get Back”. [...] Es muy poderosa, excitante. Otra pista en la que Demi totalmente rockea».
Bill Lamb de About.com la ubicó en la octava posición de su lista de las mejores canciones de la intérprete, donde comentó que «los temas sobre rompimientos son muy comunes, pero los de reencuentros no son escuchados a menudo. “Get Back” es uno de [estos] últimos». La página web Sputnikmusic dijo que «Get Back» es «una pista puramente divertida», mientras que
Jason Thurston de Allmusic la llamó «una pieza suave de pop hooky con ese leve margen de actitud punk». Sin embargo, el sitio Plugged In tachó a la letra de la canción como un contenido cuestionable en el disco, al decir que era «baja en autorrespeto» y que hablaba sobre «una chica abandonada [que] repetidamente acosa a su exnovio, [demostrado en la frase] “Kiss me like you mean it” (“bésame como si te importara”)». Por otro lado, Conciertos10 comentó que el tema es «un excelente compendio de ritmos agrios que se hacen acompañar de su poderosa música rock adolescente», mientras que la página Unreality Shout lo comparó con «La La Land» y dijo que tiene «un margen punk». Finalmente, el sitio Estereofónica afirmó que con «Get Back» y «Gonna Get Caught», «logró hacer un álbum muy divertido».

### Comercial
La canción obtuvo un éxito menor en las listas de Norteamérica y Australia. Debutó en la posición cuarenta y tres del conteo estadounidense Billboard Hot 100 en la edición del 30 de agosto de 2008. Simultáneamente, entró en el decimosexto lugar en el Digital Songs. A la siguiente publicación, descendió hasta el número noventa y tres en la Billboard Hot 100 y hacia el puesto cincuenta y uno en la Digital Songs. Para octubre de 2017, había vendido 586 000 copias digitales en el país. En Canadá alcanzó el puesto noventa y tres en la Canadian Hot 100 en la misma semana que entró en los Estados Unidos, pero a la siguiente edición, salió del ranking. De la misma forma, llegó al puesto cincuenta y cuatro en el Canadian Digital Singles. Además, logró la décima casilla en la lista ARIA Hitseekers de Australia en la semana del 11 de mayo de 2009.

## Promoción

### Vídeo musical

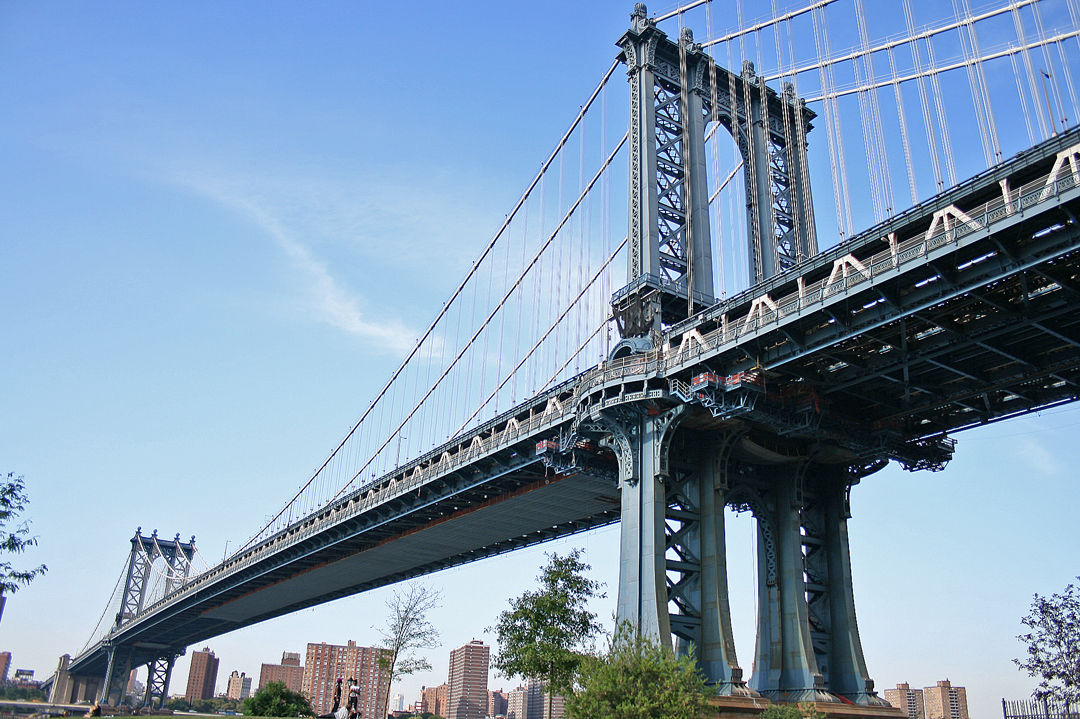
El rodaje del vídeo se realizó debajo del puente de Manhattan.

Philip Andelman, quien ya había trabajado con otros artistas como Lenny Kravitz, John Mayer, Ludacris y Melissa Etheridge, dirigió el vídeo musical de «Get Back». El rodaje se realizó en un día, sobre el tejado de un almacén abandonado debajo del puente de Manhattan en Brooklyn. El vídeo debutó en Disney Channel el 22 de agosto de 2008 a las 9:35 de la noche, después del estreno de la película The Cheetah Girls: One World. Ese mismo día, la intérprete lo publicó en su cuenta de Facebook. Por otro lado, Hollywood Records lo lanzó en iTunes el 16 de septiembre de aquel año. En la trama, Demi y su banda están tocando la canción debajo del puente de Manhattan.
La página Crushable afirmó que «la cara que Lovato hace al principio es un poco irritante pero cuando se deshace de los nervios y se centra más en el vídeo, realmente rockea». Por su parte, el sitio Conciertos10 lo nombró «el vídeo del día» el 16 de febrero de 2009, mientras que TV y Espectáculos afirmó que «tal parece que la carrera musical de Demi Lovato va en ascenso, pues ya grabó el video de su sencillo “Get Back”, en el cual lució de lo más bonita, con un atuendo en negro, que la hacía ver mayor». El sitio MTV Buzzworthy comparó los guantes rojos que la intérprete utilizó en el clip con el estilo de Joan Jett. En una entrevista en 2013, Lovato declaró que: «Mi primer vídeo musical fue “Get Back”. Esa experiencia fue muy emocionante para mí. Era mi música, y yo tenía 16 años [...] Tuve mucha diversión con eso».

### Presentaciones en directo

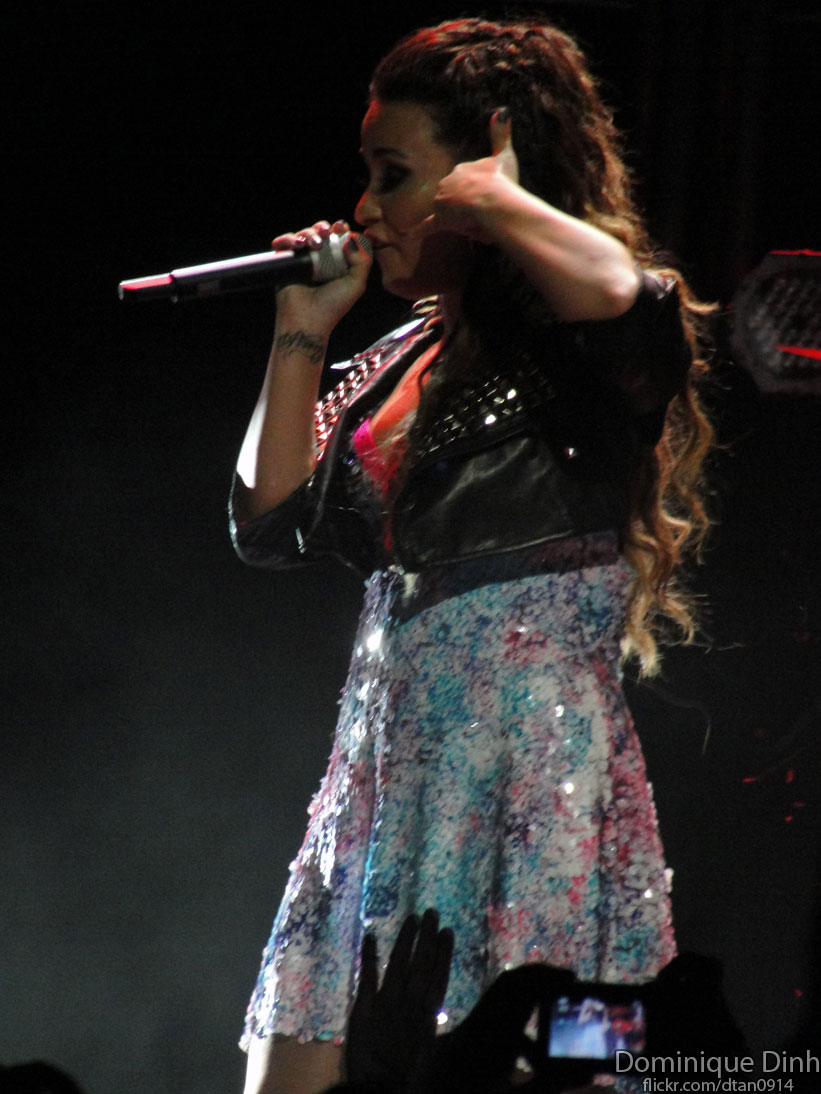
Lovato interpretando «Get Back» en el Club Nokia en septiembre de 2011.

Lovato presentó «Get Back» durante la apertura de los Disney Channel Games 2008. En octubre de ese año, la cantó en el Gramercy Theatre y en The Ellen DeGeneres Show. La cantante interpretó «Get Back» y «La La Land» en el evento Kids' Inaugural: «We Are the Future», el 19 de enero de 2009, en Washington D. C.. Allí se celebró la inauguración presidencial de Barack Obama como presidente de los Estados Unidos. El 24 de abril de 2009, cantó una versión acústica de la canción en Radio Disney. Una interpretación en directo del tema formó parte del segundo EP de Lovato, iTunes Live from London, grabado en el Reino Unido en 2009 y puesto en venta en iTunes. Asimismo, otra versión en vivo está incluida en su primer disco en directo, Demi Lovato Live: Walmart Soundcheck, el cual lo grabó en un concierto en una sucursal de Wal-Mart.
En ese mismo año, la incluyó en el repertorio en su primera gira, Summer Tour 2009. En su presentación en Glendale, Arizona, Ed Masley de The Arizona Republic dijo que la interpretación de la pista fue «súper cargada». En 2010, la presentó en su South American tour. Además, la incluyó en el repertorio del Jonas Brothers Live in Concert World Tour 2010, junto con otras canciones de sus álbumes Don't Forget y Here We Go Again: «Catch Me», «Don't Forget», «Got Dynamite», «La La Land», «Remember December» y «Here We Go Again». En septiembre de 2011, la presentó en su minigira An Evening with Demi Lovato. A partir de noviembre de ese año, la interpretó como parte de un popurrí entre «La La Land» y «Here We Go Again» en su gira A Special Night with Demi Lovato. En Sudamérica, pasó a ser la cuarta canción de la lista y no formó parte del poppurrí. En 2012 la incluyó en el Summer Tour 2012. En septiembre de ese mismo año, la presentó en el Z Festival en Brasil.

## Formatos
- Disco de vinilo de 12 pulgadas[22]

| N.º | Título                               | Duración |  |
| 1.  | «Get Back»                           | 3:19     |  |
| 2.  | «Get Back» (versión de Radio Disney) | 3:19     |  |

- Descarga digital[25]

| N.º | Título     | Duración |  |
| 1.  | «Get Back» | 3:19     |  |

- Descarga digital (versión de Radio Disney)[24][23]

| N.º | Título                               | Duración |  |
| 1.  | «Get Back» (versión de Radio Disney) | 3:19     |  |

## Posicionamiento en listas

### Semanales
| País           | Lista                        | Mejor Posición |
| -------------- | ---------------------------- | -------------- |
| Australia      | ARIA Hitseekers              | 10             |
| Canadá         | Canadian Hot 100             | 93             |
| Canadá         | Hot Canadian Digital Singles | 54             |
| Estados Unidos | Billboard Hot 100            | 43             |
| Estados Unidos | Digital Songs                | 16             |
| Estados Unidos | Digital Tracks               | 16             |

## Historial de lanzamientos
| País           | Fecha de Lanzamiento | Formato                        | Ref.   |
| -------------- | -------------------- | ------------------------------ | ------ |
| Estados Unidos | 31 de julio de 2008  | Disco de vinilo de 12 pulgadas | [ 22 ] |
| Canadá         | 12 de agosto de 2008 | Descarga digital               | [ 23 ] |
| Estados Unidos | 12 de agosto de 2008 | Descarga digital               | [ 24 ] |

## Créditos y personal
- Demi Lovato: voz y composición.
- Joe Jonas: composición, producción y coros.
- Kevin Jonas: composición, producción, coros y guitarra.
- Nick Jonas: composición, producción, coros y guitarra.
- John Fields: producción, bajo, guitarra, teclados y programación.
- John Taylor: coros y guitarra.
- Jack Lawless: batería.

Fuente: Folleto de Don't Forget y Discogs.